# استوج
استوج روستایی است از توابع بخش مرکزی شهرستان ساوه در استان مرکزی ایران. مربوط به دوره  پیش از اسلام 
زبان مردم روستا فارسی و به لهجه ای ساوه ای میباشد. 
محصولات زراعی این روستا شامل:انار_گندم وجو_طالبی _زردالو و الوچه و... میباشد.
مکان های دیدنی روستا:
تپه باستانی استوج‌مربوط به دوره ساسانیان
بقعه چهل دختران یا اتشگاه مربوط به دوره ساسانی 
بنا امامزاده ابراهیم مربوط به دوره اسلامی 
رودخانه قره چای
باغات انار و زردالو 

## جمعیت
این روستا در دهستان قره‌چای قرار دارد و براساس سرشماری مرکز آمار ایران در سال ۱۳۸۵، جمعیت آن ۲۶۶ نفر (۵۹ خانوار) است.